# Thomas Cromwell
Thomas Cromwell (c. 1485 – 28 de julho de 1540), 1.º conde de Essex, foi um estadista inglês que serviu como primeiro-ministro de Henrique VIII no período de 1532 a 1540.

## Início da vida
Cromwell nasceu em Putney, Londres. Detalhes do início de sua vida são escassos. Depois de 1512, ele foi empregado por uma poderosa família de banqueiros Florentinos, os Frescobaldi, no comércio de roupas no Mercado Syngsson, em Middelburg, na Holanda. Documentos dos arquivos da Cidade do Vaticano mostram que ele foi um agente do Cardeal Bainbridge e lidava com trabalho eclesiástico inglês antes da Rota Papal. Cromwell era fluente em Latim, Italiano e Francês.
Quando o Cardeal Bainbridge morreu, em 1514, Cromwell retornou à Inglaterra em agosto do mesmo ano, e então foi empregado pelo Cardeal Thomas Wolsey, que lhe pôs uma grande carga de importantes negócios eclesiásticos, apesar da sua laicidade. Em 1519, casou-se com Elizabeth Wyckes (1489–1527). O casal teve um filho, Gregory Cromwell. Após estudar Direito, tornou-se membro do Parlamento Inglês, em 1523. 
Em 1524, foi indicado para o Gray's Inn. Na década de 1520, ajudou o Cardeal Thomas Wolsey a extinguir trinta mosteiros, a fim de arrecadar fundos para a escola de gramática do Cardeal em Ipswich (agora conhecida como Escola Ipswich) e para a Universidade de Oxford. Em 1529, Henrique VIII convocou o Parlamento com a finalidade de obter a anulação do casamento com Catarina de Aragão, tendo sido aprovada a Reforma do Parlamento. Em 1530 ou 1531, Cromwell foi apontado como o Conselheiro Real para os assuntos parlamentares e por volta do final de 1531 tornou-se um membro do círculo de proximidade e confiança do rei. Cromwell tornou-se primeiro-ministro do rei em 1532, não por meios formais, mas por conquistar a sua confiança.
Entretanto, Cromwell ocultou de Henrique suas verdadeiras visões religiosas para não ser perseguido, tendo em vista as posições do rei a respeito do luteranismo.

## Primeiro-ministro do rei
Cromwell teve uma grande participação na Reforma Inglesa. As sessões parlamentares de 1529-1531 trouxeram Henrique VIII mais próximo da anulação de seu casamento. Entretanto, a sessão de 1532 — Cromwell, como primeiro-ministro — anunciava uma mudança de curso: as principais fontes de renda papal foram cortadas e a legislação eclesiástica foi transferida para o Rei. A sessão do ano seguinte trouxe a lei fundamental para a Reforma Inglesa: a Lei de Restrição de Apelações, de 1533, que vedava as apelações a Roma (permitindo assim o divórcio na Inglaterra sem a necessidade da permissão do Papa).
Redigido por Cromwell:
Quando, por seguidores de diversas histórias e crónicas velhas e autênticas, é manifestamente declarado e expressado que este Reino é um Império, e assim tem sido aceite em todo o mundo, governado por um Chefe Supremo (da Igreja) e Rei tendo a dignidade e o real estatuto de Coroa Imperial do mesmo, a quem um corpo político compacto de todos os tipos e classes de cidadãos divividos em termos e por nomes de Lords Spiritual e Lords Temporal, sejam sagrados e devam suportar ao lado de Deus uma obediência natural e humilde.
Quando Cromwell usa o rótulo "Império" para Inglaterra, ele usa em termo figurativo. Monarcas ingleses anteriores declararam-se Imperadores por mandarem em mais de um reino, mas nesta Lei ele fala num outro sentido. O Reino da Inglaterra é declarado Império por si só, livre da "autoridade de qualquer potentado estrangeiro". Isso significa que a Inglaterra era agora um Estado-Nação soberana e independente, não mais sob a jurisdição do Papa.
Cromwell foi o mais proeminente dos que aconselharam Henrique VIII para que fizesse por si só a Igreja Inglesa, e fez aprovar as Leis de Supremacia, de 1534, pelo Parlamento. Em 1535, Henrique VIII apontou Cromwell como seu último "Legatário Espíritual". Isto deu-lhe poderes para atuar como supremo julgador em casos eclesiásticos e escritoriais como uma única instituição pelas duas províncias da Igreja Inglesa (Cantuária e Iorque). Como vigário geral de Henrique VIII, ele presidiu a dissolução dos mosteiros, a qual começou com sua visita, anunciado em 1535 e iniciado no inverno de 1536. Ele foi consagrado Barão Cromwell em 9 de julho de 1536 e Conde de Essex em 18 de abril 1540. Ele também foi o arquitecto das Leis no País de Gales 1535-1542, que uniu a Inglaterra e o País de Gales.
Cromwell também se tornou patrono de um grupo de intelectuais ingleses humanistas, que promoviam a Reforma Inglesa através de panfletagem. O grupo incluía Thomas Gibson, William Marshall, Richard Morrison, John Rastell, Thomas Starkey, Richard Taverner e John Uvedale. Cromwell apontou Marshall para traduzir e imprimir a Defensor pacis de Marsílio de Pádua, a quem ele pagava £20.

## Queda
Cromwell apoiou Henrique VIII no casamento com Ana Bolena e também em sua substituição por Joana Seymour, pois temia a sua queda pelas mãos dos Bolena, com quem tinha desavenças acerca da distribuição dos fundos arrecadados nos mosteiros. Durante seus anos como chanceler, adquiriu muitos inimigos poderosos, principalmente devido à sua enorme generosidade consigo mesmo ao dividir os espólios da dissolução dos mosteiros. A sua queda deveu-se essencialmente à sua atuação precipitada ao encorajar Henrique VIII a casar-se, após a morte prematura de Joana Seymour, sua esposa e Rainha. A união com Ana de Cleves e a aliança política com o Duque de Cleves, seu irmão, foi um desastre, e esta foi a oportunidade que os inimigos de Cromwell esperavam, mais notadamente o Duque de Norfolk, peça fundamental na sua queda. Durante a reunião do Conselho Real em 10 de junho de 1540, Cromwell foi preso e enviado para a Torre de Londres. Foi submetido à Lei do Confisco de Bens e foi mantido vivo por Henrique VIII até que seu casamento com Ana de Cleves fosse anulado.
Ele foi, então, executado na Torre de Londres em 28 de julho de 1540, privadamente, no mesmo dia em que Henrique VIII se casou com Catherine Howard. É dito que Henrique VIII intencionalmente escolheu o carrasco, um jovem sem prática que fez três tentativas de decapitá-lo até obter sucesso, provocando-lhe grande sofrimento antes da sua morte. Depois da execução, a cabeça foi cozida e então posta numa lança na Ponte de Londres virada contra a cidade. Seu corpo encontra-se sepultado na Capela Real de São Pedro ad Vincula. Edward Hall, um escritor da época, registou a execução de Cromwell, o seu discurso no andaime declarando, entre outras coisas, que "morria pela sua fé" e o seu sofrimento ao ser golpeado pelo machado de um oficial inexperiente no ofício.
Eduardo Hall fala da queda de Cromwell:
Muitos lamentaram, mas muitos mais se rejubilaram, especialmente aqueles ligados à Igreja Católica ou que eram favorecidos por ela; para estes houve festa e triunfo naquela noite, muitos desejando que o sucedido tivesse tido lugar sete anos antes; alguns temiam que ele pudesse escapar, embora preso, e sentiram-se aliviados. Outros, que conheciam o seu lado verdadeiro, lamentaram e rezaram por ele. É verdade que era detestado pelo clero, pois as suas medidas causaram a perda de grande parte dos privilégios. Até à sua morte, foi um homem que, em todos os seus actos, não pareceu favorecer a nenhum tipo de religião, tampouco tolerava o orgulho e soberba de alguns prelados, o que, sem dúvida, foi a causa da sua morte, encurtou sua vida e proporcionou este seu fim.
Henrique VIII chegou a se arrepender da execução. Oito meses após sua morte, Henrique VIII acusou seus conselheiros de terem causado a queda de Cromwell com acusações falsas e teria dito que "agora percebo que Cromwell fora o servo mais confiável que eu jamais tivera". Henrique VIII passou o resto da vida lamentando este fato.